# Linguine
Linguine er en pasta, der minder om fettuccine og trenette, som er elliptisk i stedet for flad tværsnittet. De er omkring 4 mm brede, hvilket er bredere end spaghetti, men ikke så brede som fettuccine.
Navnet, linguine, er italiensk og betyder "små tunger". En tyndere version af linguine kaldes linguettine.
Linguine serveres traditionelt med sovser som pesto, men andre typer som tomatsovs eller fiskebaserede sovser er også udbredte. Linguine findes normalt i versioner med almindeligt mel eller fuldkornsmel, men oprindeligt blev det fremstillet med durumhvede.
Linguine stammer fra Italien og er baseret på mere traditionelle pastatyper. I USA afholdes National Linguine Day 15. september hvert år.